# Calade
Pour les articles homonymes, voir La Calade.

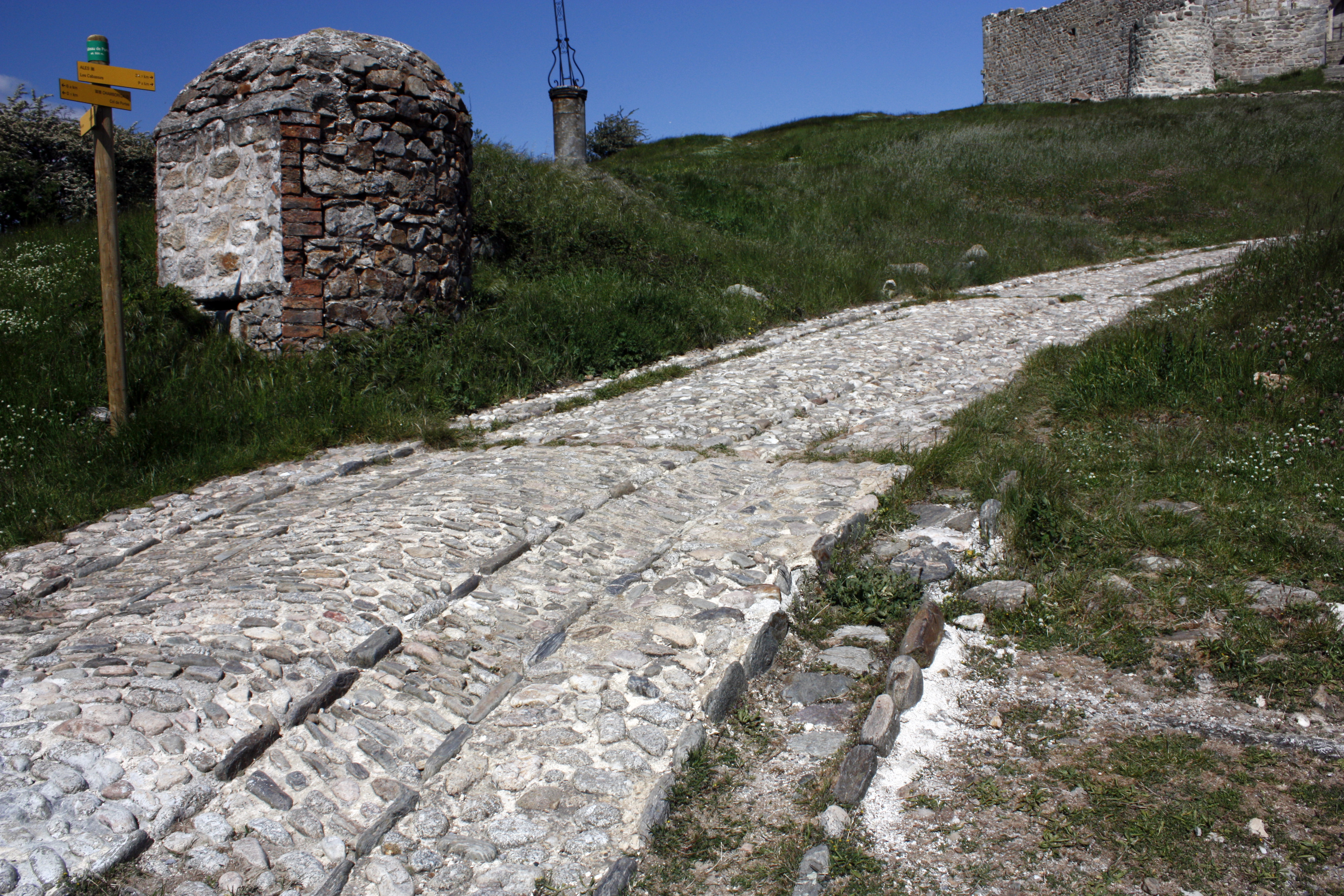
Chemin d'accès au château de Portes (Gard).

Une rue caladée, encaladée ou en calade, ou plus simplement une calade, désigne en Provence et en Languedoc une voie de communication, une chaussée pavée de galets fluviatiles ou empierrée de pierres calcaires. Dans ce dernier cas, les pierres sont posées verticalement, sur chant (sur la tranche). 
Le verbe calader signifie « paver », « empierrer » (en occitan caladar). L'artisan spécialisé dans le caladage des chaussées était le caladier (en occitan caladaire). On dit aujourd'hui caladeur.
Dans les campagnes, le terme calade était également employé pour désigner les aires de dépiquage empierrées de forme ronde ou carrée, les sols de cours de maisons, les sols d'écuries.

## Origines du mot
Calade est la francisation du terme de la langue d'oc calada signifiant
1. la pierre silencieuse qui sert à paver les rues ;
2. le pavé, la rue pavée[2].

## Matériau

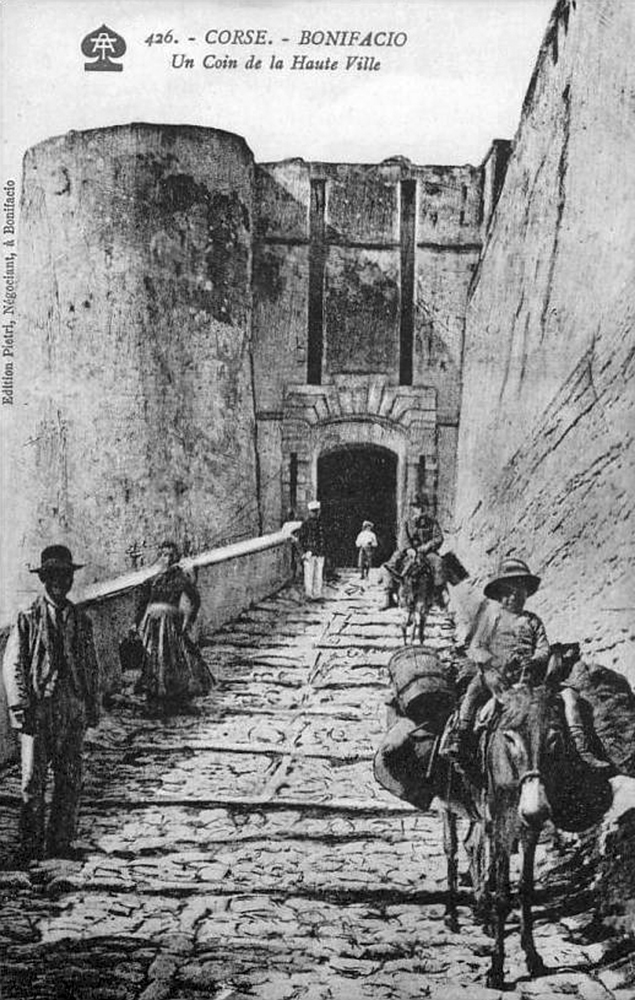
Chemin encaladé à Bonifacio (Corse-du-Sud) vers 1900.

Autrefois, pour calader, on employait un matériau de provenance locale pour éviter des frais de transport. Il s'agissait de déchets de carrière, de dépouille de chantier, de matériau de démolition, de pierriers. On faisait attention à éviter la pierre gélive.
À partir d'un tas de pierres en vrac, on faisait trois lots :
- les pierres d'ossature : caniveaux, bordures, séparations ;
- les pierres appelées à servir de marches (pierres longues et plates, enfoncées profondément dans le sol pour résister à la poussée latérale) ;
- les pierres de remplissage, vouées à combler les vides entre les pierres d'ossature ou entre ces dernières et les marches.

Dans les Alpes-de-Haute-Provence, l'architecte Claude Perron note l'emploi de cailloux de calcaire dur pour les pays de montagne comme Moustiers-Sainte-Marie, de galets pour le plateau de Valensole et le bord de la Durance ou encore de molasse calcaire en délit autour de Mane.

## Mise en œuvre
Les pierres étaient posées généralement à sec (sans mortier), sur du remblai ou du sable ou parfois, pour éviter qu'elles ne s'enfoncent, sur d'autres pierres posées horizontalement. Celles-ci étaient posées de chant, fortement serrées les unes contre les autres, ou jointives, de façon que leur surface de contact soit aussi grande que possible et, ce faisant, qu'elles se bloquent mutuellement. Les interstices restants étaient comblés avec de la menue pierraille. De la terre fine, parfois abatardie de chaux, permettait un calage fin des pierres.
Du fait de l'absence de mortier, la calade n'est pas rigide, elle peut se déformer au gré des mouvements du sol ou sous le poids des charges qui y circulent. Pour cette raison, on disposait des raidisseurs, composés de pierres adjacentes, entre deux marches (voir la photo du chemin encaladé à Bonifacio). Les raidisseurs permettaient aussi de créer un creux central, qui servait de caniveau ou fil d'eau. Coupant le palier en deux, ils facilitaient la mise en œuvre des pierres. 
La calade n'est pas hermétique non plus, elle laisse s'évaporer l'eau qui est en excès dans le sous-sol.
Des dalles posées à plat pouvaient être employées pour réaliser le filet d'eau central ou, sous forme d'une rangée, devant les boutiques.

## Pas-d'âne
Pas-d'âne, ce terme imagé du vocabulaire du caladage, et son synonyme « pas de mule », désignent, dans une allée déclive, les vastes paliers encaladés successifs que séparent des marches (hauteur : 16 -17 cm) et dont la longueur est calculée de telle sorte que le nombre de pas (1 pas = 60 cm) soit impair et qu'ainsi on aborde la marche suivante de l'autre pied. On parle de « chemin pavé à pas-d'âne ». La distance moyenne de chaque palier correspond à 60 cm, ce qui permettait au caladaire de travailler aisément une marche après l'autre de bas en haut en commençant par le bas.
Ces pas-d'âne ou pas de mule remplaçaient une allée déclive souvent peu confortable à parcourir et sujette à l'érosion. 
Le pas-d'âne pouvait aussi avoir une raison technique lorsque la pente ne permettait pas la mise en place d'une marche de hauteur confortable (environ 17 cm) tous les 60 cm maximum.

## Extension géographique
En dehors de la Provence, on peut voir des calades proprement dites dans le Languedoc, dans le comté de Nice et en Corse (avec ses ricciade, ruelles aménagées en rampes d'accès pourvues de longues marches de faible hauteur ou pas d'âne). 
Des techniques similaires se rencontrent dans le bassin méditerranéen : ainsi en Ligurie (Italie). 

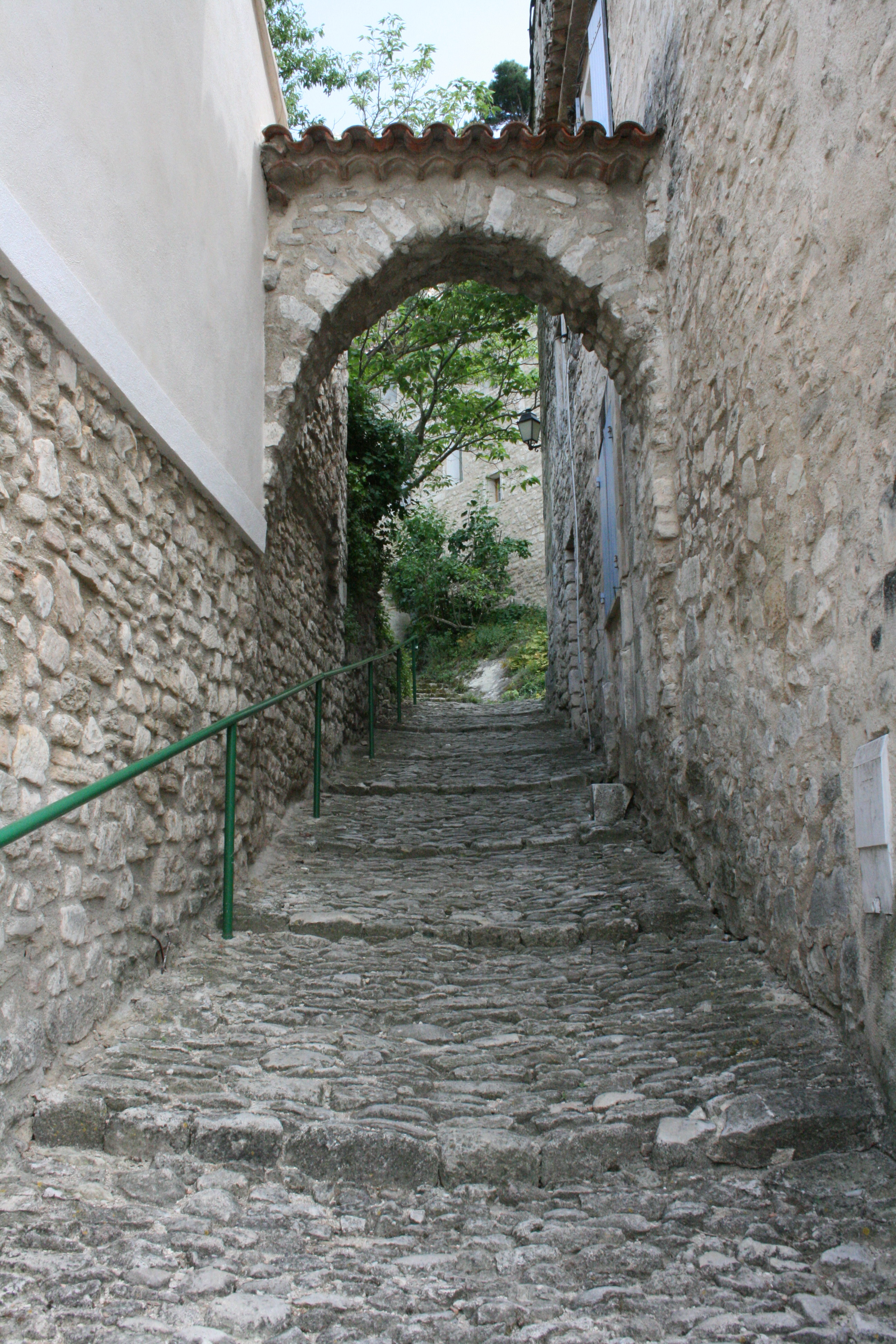
Rue de la Montée-des-Cendres au Beaucet.
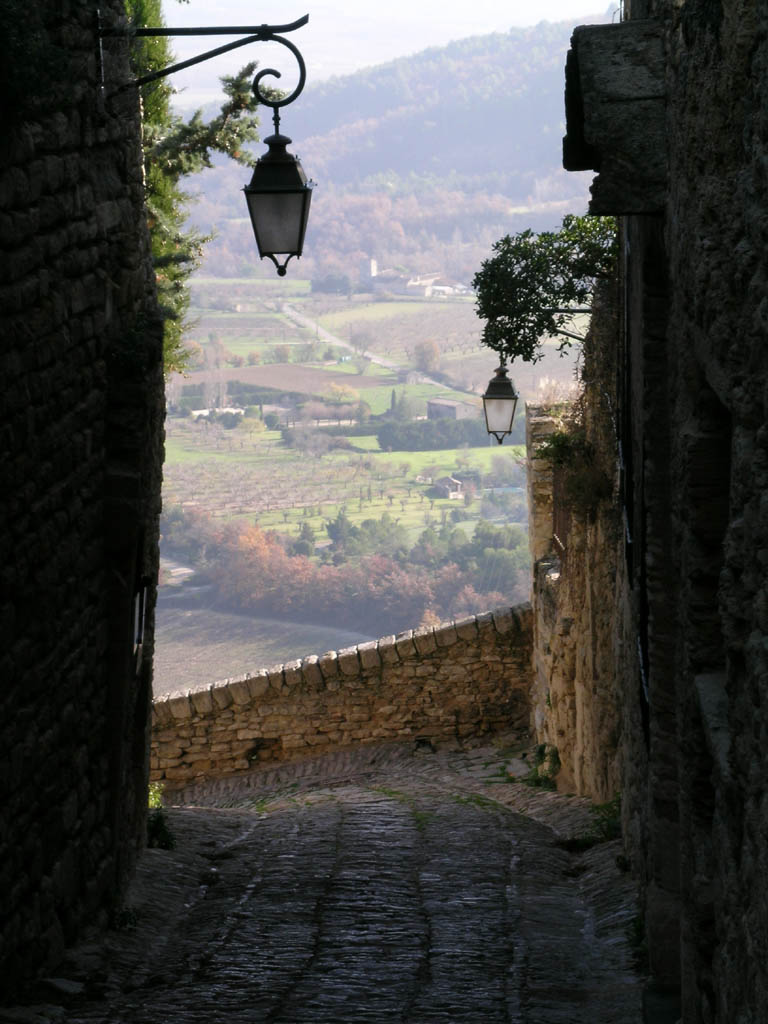
Calade à Gordes.
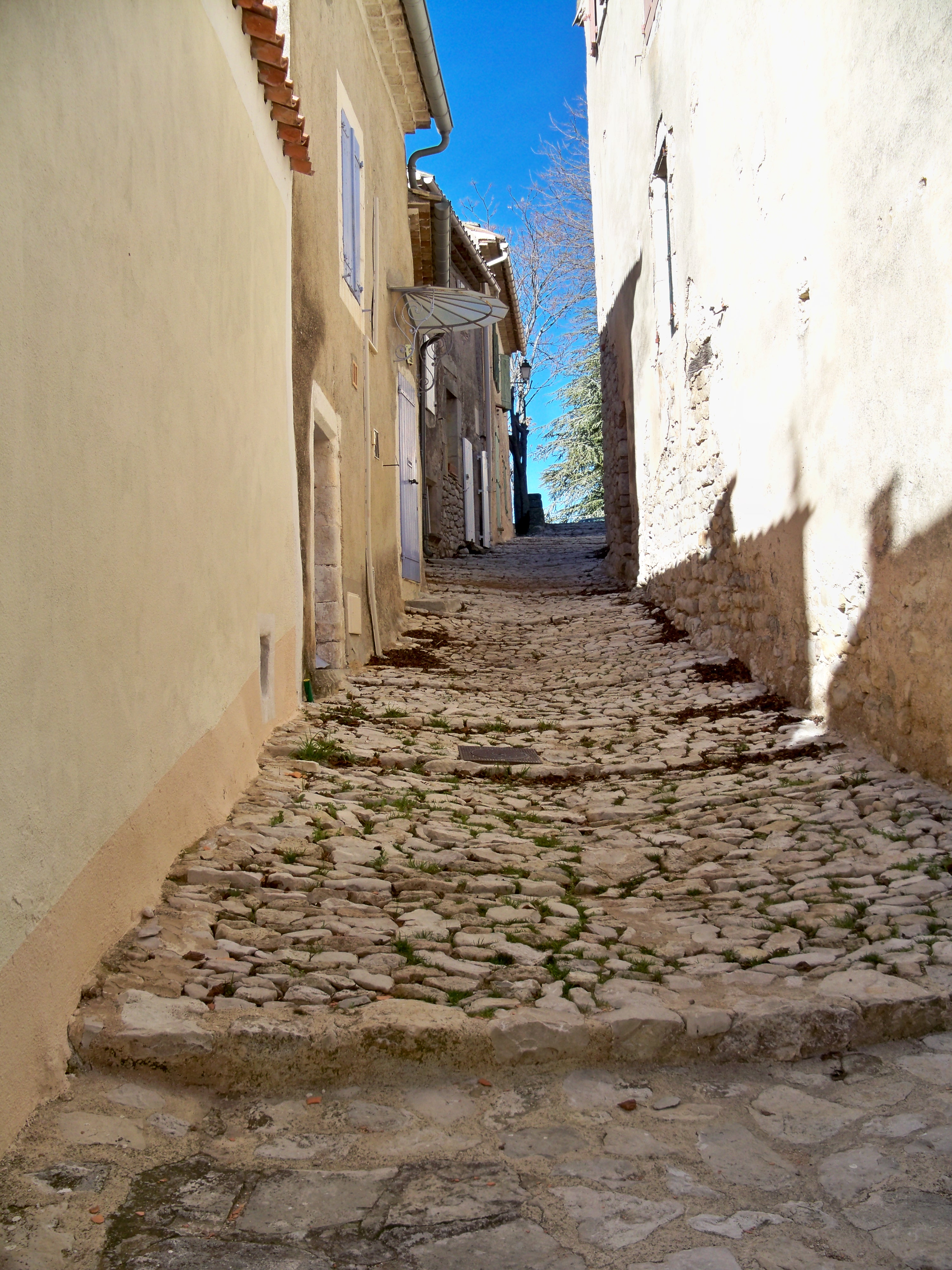
Calade à Banon.
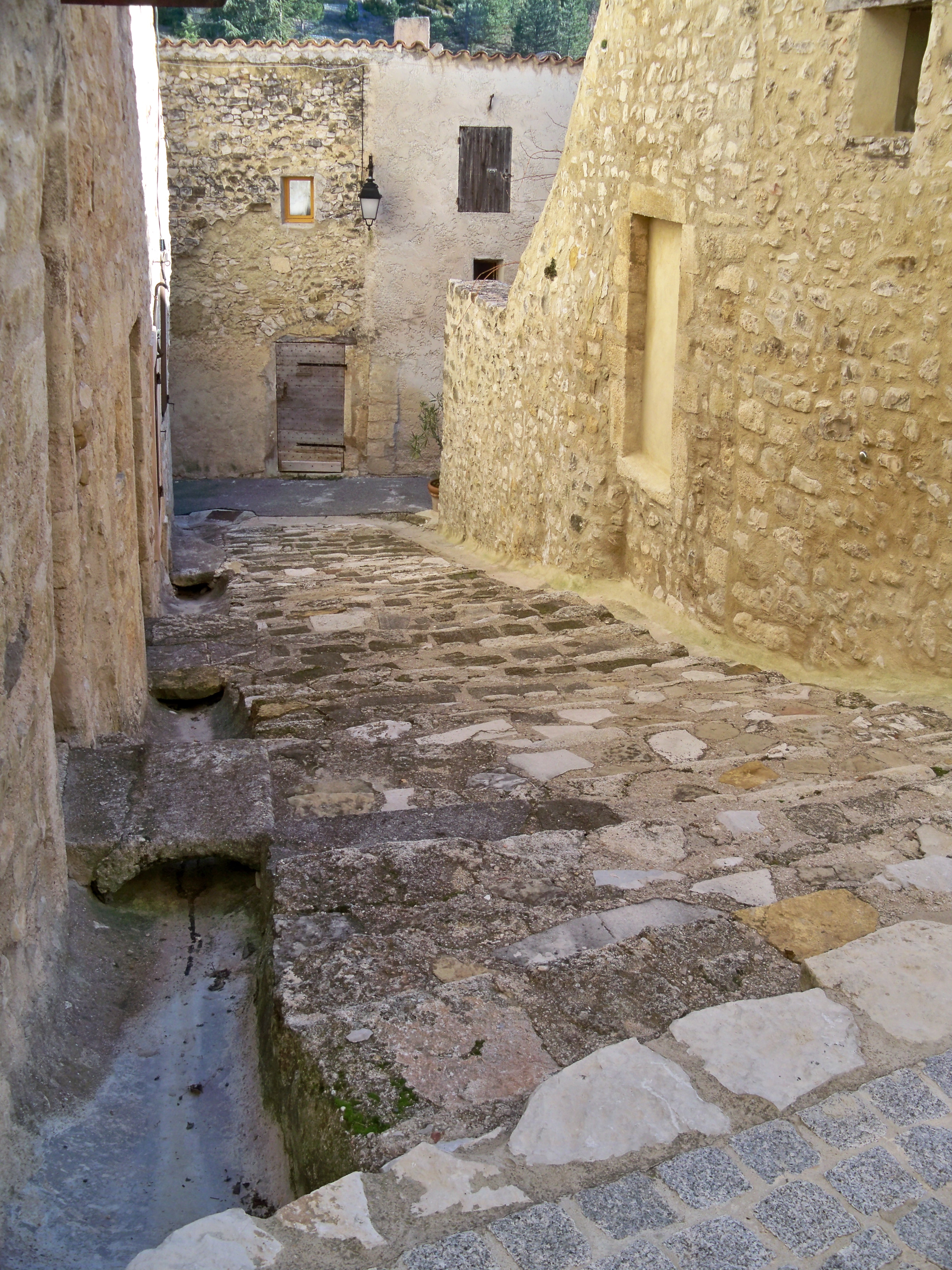
Calade à Aurel.
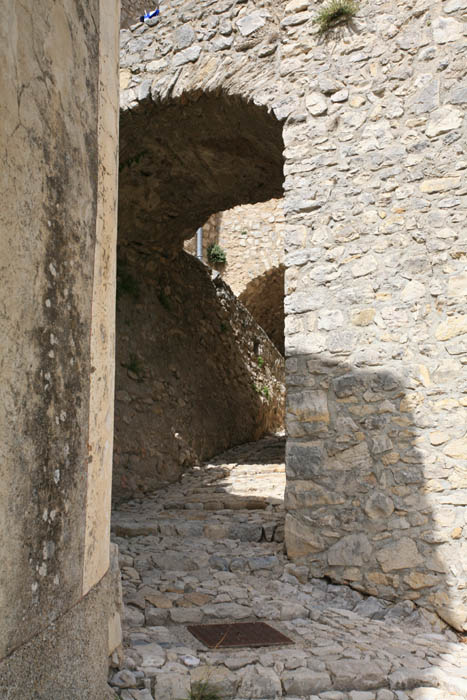
Calade à Brantes.
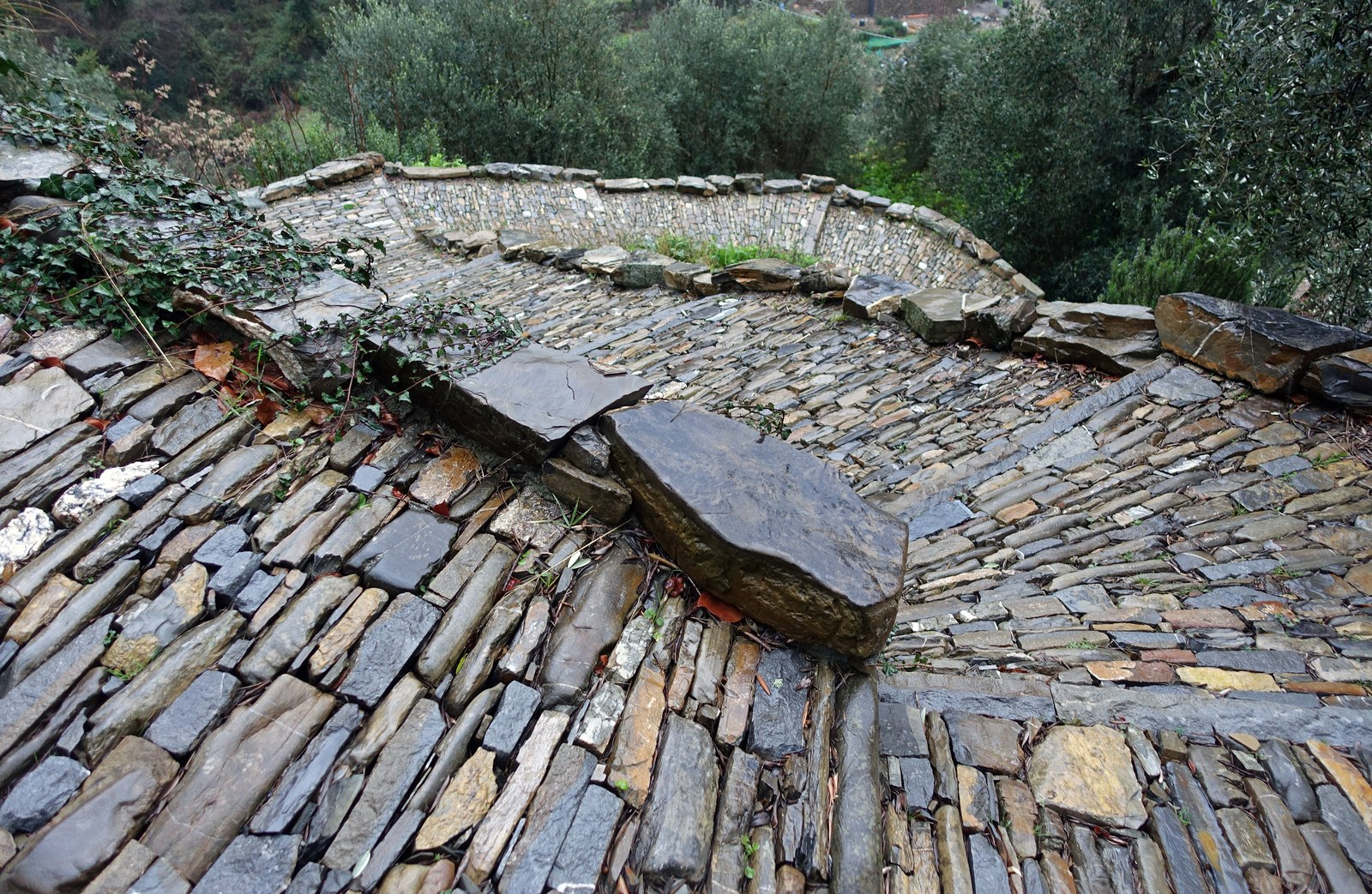
Calade à Montalto Ligure, Ligurie (Italie).
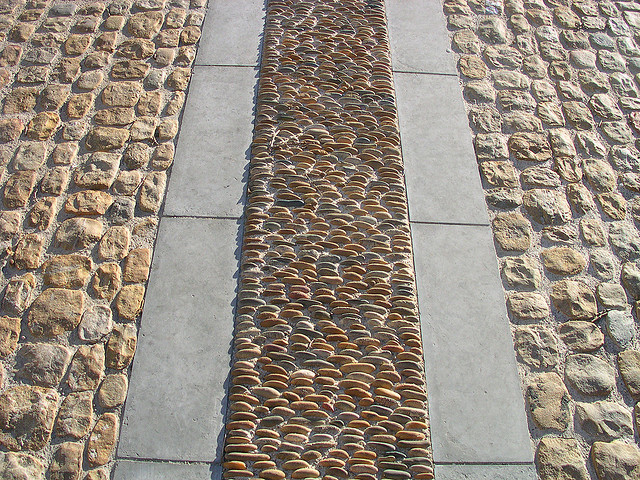
Calade de la place de l'Horloge à Avignon.
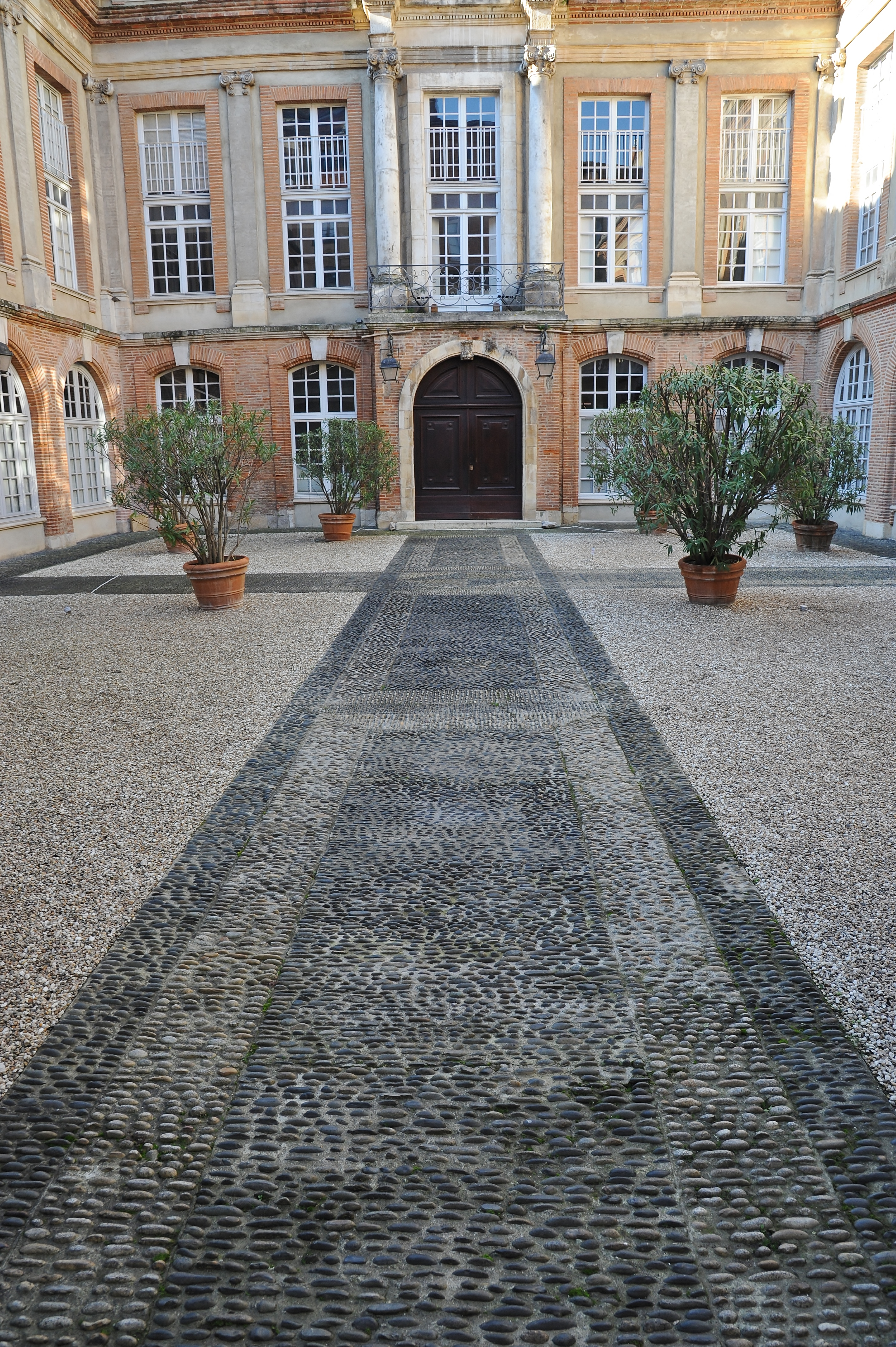
Calade de galets de Garonne à l'hôtel de Nupces, Toulouse, XVIIIe siècle.

## Disparition
L'établissement des réseaux d'eau et du tout-à-l'égout a provoqué la disparition de beaucoup de ces revêtements. 

## Autres emplois du mot
- La Calade est un quartier de Marseille.
- Les habitants de Villefranche-sur-Saône sont appelés Caladoises et Caladois en référence aux calades de cette ville.
- Château de la Calade, commune d'Aix-en-Provence (doit son nom au caladage des accès d'un pont en terrain marécageux).